# 玉米狗
玉米狗（英語：Corn dog）是一種將熱狗裹上玉米粉團油炸而成的食品，發源於美國，食用時通常會塗上番茄醬。玉米狗原本是沒有插上竹籤的，不過現在幾乎都是插在竹籤上以方便食用。
玉米狗使用的熱狗通常是機器大量製造的粉紅色、肉質口感極為普通的熱狗，包覆的粉通常可使整支熱狗體積增加將近一倍。玉米狗由於成本低廉以及製作簡易，通常在夜市及觀光景點販售。